# Paul Gruson
Paul Gruson (* 24. Dezember 1895 in Charlottenburg bei Berlin; † 6. September 1969 in Berlin-Tegel) war ein deutscher Bildhauer.
Gruson nahm als Soldat am Ersten Weltkrieg teil und studierte dann in Berlin an der Unterrichtsanstalt des Kunstgewerbemuseums und der Akademie der Künste, u. a. bei Georg Koch und Hugo Lederer, dessen Meisterschüler er war. Danach arbeitete er als Bildhauer in Berlin. Bis 1932 verzeichnet das Berliner Adressbuch Gruson als akademischen Bildhauer mit dem Wohnsitz Reuterstraße 11 in Zehlendorf. Das Atelier hatte er als Mitglied der Ateliergemeinschaft Klosterstraße in der Prinz-Albrecht-Straße 8.
Gruson war in Berlin als Bildhauer etabliert und nahm an wichtigen Ausstellungen und Wettbewerben teil. Er war Mitglied des Vereins Berliner Künstler und u. a. für diesen 1926 in der Kommission der Großen Berliner Kunstausstellung vertreten. 1926 erhielt er unter 698 Einsendungen einen Zweiten Preis beim Wettbewerb um die Ausgestaltung der Münzen des deutschen Silber-Gelds. 1932 beteiligte er sich mit einer Ringergruppe und Victoria auf der Weltkugel am Kunstwettbewerb der Olympischen Sommerspiele 1932.
Gruson galt den deutschen Nationalsozialisten als einer der Ihren, und er zeigte sich als „Musternazi“. Einer seiner Bewunderer und politischen Förderer war Julius Lippert. Als Preisträger des Wettbewerbs für ein Horst-Wessel-Denkmal gegenüber der Berliner Volksbühne, zu dessen Juroren auch Georg Kolbe und Fritz Klimsch gehörten, wurde Gruson 1930 mit der Schaffung einer überlebensgroßen Porträtplastik Wessels beauftragt.
Als nach der Machtergreifung bekannt wurde, dass Gruson seine jüdische Großmutter verschwiegen hatte, was ihn für die Nazis zum „Halbjuden“ machte, führte das wegen seiner künstlerischen Relevanz zu Komplikationen. Führende Nazis beschäftigten sich mit dem Fall, u. a. Joseph Goebbels, Hans Hinkel und Walter Tießler. Um eine öffentliche Blamage zu vermeiden, entschied Goebbels dann, Gruson aus der Schusslinie zu nehmen. Gruson wurde aus dem Reichsverband Bildender Künstler Deutschlands und 1935 aus der Ateliergemeinschaft Klosterstraße ausgeschlossen. Der Gussauftrag für das Wessel-Denkmal wurde zurückgezogen. 1941 zog Gruson nach Kleinmachnow und musste sich mit privaten Aufträgen seiner Nachbarn begnügen.
Gruson nahm als Soldat der Wehrmacht am Zweiten Weltkrieg teil. Nach der Rückkehr aus der Kriegsgefangenschaft arbeitete er in Kleinmachnow wieder als Bildhauer. Er schuf als Auftragsarbeiten u. a. Büsten von Stalin und Lenin.
Gruson wurde Mitglied der SPD, dann der SED. Ab 1949 arbeitete er als Museumsreferent in der Abteilung Kunst des Volksbildungsministeriums des Landes Brandenburg, 1951/1952 als Referent bei der Landesverwaltung für Kunstangelegenheiten und danach in Ostberlin als freischaffender Bildhauer. Er erhielt u. a. den Auftrag, eine Porträtbüste Wilhelm Piecks zu fertigen. 1953 entwarf er mit Werner Nerlich „Deutschlands ersten fahrbaren Ausstellungs-Pavillon für bildende Kunst“, der in Zusammenarbeit mit den Deutschen Werkstätten Hellerau hergestellt wurde. Das Projekt hatte großen Erfolg. So kamen in dem Örtchen Blumenthal bei der ersten Rundfahrt, auf der vorerst nur ausgewählte Reproduktionen gezeigt wurden, „die reißenden Absatz fanden“, in vier Tagen 600 Besucher, in Wittstock in fünf Tagen 1345.
Von 1952 bis 1954 war Gruson Professor für Plastik an der Hochschule für Bildende Künste Dresden. Von 1954 bis 1956 war er an der Arbeit Ruthild Hahnes an einem monumentalen Ernst-Thälmann-Denkmal beteiligt, das dann nicht ausgeführt wurde.
1959 verließ er die DDR nach Westberlin, wo er weiter als freischaffender Bildhauer arbeitete.

## Werke (Auswahl)
- Wildschwein (Bronze, 1920er Jahre; Replik von 1961; Original im Zweiten Weltkrieg verschollen; Berlin, Platz am Wilden Eber)[10]
- Kinderkopf (um 1920)[11]
- Mädchenkopf (Bronze, 1929; Berlinische Galerie)
- Fischermeister August Hermann (Porträtrelief an einer Gedenkstele; Bronze, um 1929; Rahnsdorf, Dorfanger)[12]
- Walther Schreiber (Porträtbüste, Bronze; Büstengalerie des Abgeordnetenhauses von Berlin)[13]

## Ausstellungen (unvollständig)
- 1926: Berlin, Große Berliner Kunstausstellung[14]
- Januar 1933: Berlin, Verein Berliner Künstler („Kollektion von Manfred Hirzel, Fritz Rhein, Erwin Freytag, Paul Gruson“)
- 1933: Düsseldorf, Kunsthalle („Ausstellung des Vereins Berliner Künstler“)
- 1934: Berlin, Preußische Akademie der Künste, Große Berliner Kunstausstellung
- 1934: Berlin („Ateliergemeinschaft Klosterstraße. 1. Ausstellung Dezember 1934“)
- 1935: München, Neue Pinakothek („Berliner Kunst“)